# 宁安镇 (中宁县)
宁安镇，是中华人民共和国宁夏回族自治区中卫市中宁县下辖的一个乡镇级行政单位。

## 行政区划
宁安镇下辖以下地区：
振兴社区、南苑社区、利民社区、红苑社区、朱营社区、丰宁社区、杞苑社区、宁新社区、新胜村、白桥村、郭庄村、石桥村、殷庄村、洼路村、莫嘴村、东华村、南桥村、营盘滩村、古城村、新建村和黄滨村。